# Pont de Pedra (Tartu)
El Pont de Pedra (en estonià: Kivisild) va ser un pont de pedra, avui desaparegut, que creuava el riu Emajõgi a la ciutat de Tartu, Estònia. Va ser el primer pont de pedra a Livònia, i una obra arquitectònica important del període del primer classicisme.

## Història
El pont va ser construït després del gran incendi de Tartu l’any 1775 per iniciativa del governador general Iuri Iúrievitx Braun. Els autors del projecte van ser Johann Zaklowski i I. T. Siegfrieden. Les pedres per al pont van ser tallades per participants de la revolta de Pugatxov, que havien estat deportats a Estònia per fer treballs forçats.
La construcció va començar l’any 1779 i es va completar el 1784. El pont es va obrir al trànsit el 16 de setembre de 1784.
La part central del pont estava decorada amb arcs de triomf que recordaven els de l’antiguitat. El pont era un dels elements principals de la composició arquitectònica de la plaça central històrica de Tartu. Estava situat a l’eix longitudinal de la plaça i servia com una mena d’entrada solemne.
El 9 de juliol de 1941, el pont va ser enderrocat pels exèrcits russos en retirada. Avui dia, al seu lloc hi ha un altre pont, el Kaarsild.
Actualment, existeixen plans per a la reconstrucció del pont.